# Bosten Hu
Bosten Hu, Bagrax Hu (chiń. 博斯騰湖; pinyin Bósīténg Hú; ujg. باغراش كۆلى / Baƣrax Kɵli) – największe słodkowodne jezioro w północno-zachodniej części Chin, w regionie autonomicznym Sinciang, w południowo-wschodnim Tienszanie. Położone na wysokości 1048 m, powierzchnia wynosi ok. 1019 km², głębokość maksymalna do 16 m, objętość 99 x108 m³.